# Seymour Lubetzky
Seymour Lubetzky (28 d'abril de 1898 – 5 d'abril de 2003) va ser un teòric de catalogació i bibliotecari.

## Biografia
Nascut a Belarús amb el nom Shmaryahu Lubetzky, va treballar durant anys a la Biblioteca de Congrés. Abans d'emigrar als Estats Units en el 1927, va treballar com a mestre. En 1931 es va graduar a la UCLA i el 1932, va obtenir el màster a la UC Berkeley. A més, Lubetzky va impartir classes a la UCLA Graduate School of Education and Information Studies, i més tard, a l'Escola del Servei de Biblioteques. Dominava sis idiomes, fet que el feia valuós com a catalogador i com a gran orador en les conferències de les biblioteques.

## Influència en la Catalogació
Lubetzky va publicar tres llibres que van influir en la disciplina de la catalogació, i que encara repercuten en l'àrea de la tecnologia de la informació. La biblioteconomia en particular i la ciència de la informació en general no s'havia revolucionat tant des dels temps d'Antonio Panizzi, Charles Ammi Cutter o Paul Otlet. Cataloging Rules and Principles and Principles of Cataloging, així com altres articles de publicacions periòdiques, van consolidar a Lubetzky com una de les influències més significatives en el seu camp. Va desenvolupar un enfocament racionalitzat per al disseny de codis de catàlegs, que és encara més rellevant avui en dia, ja que els principis de catalogació actuals són revisats i modificats per a un entorn digital.
El seu llibre inacabat, Code of Cataloging Rules... unfinished draft (1960), va ser la base de la catalogació moderna adoptada per la primera Conferència Internacional sobre Principis de Catalogació (1961) celebrada a París, França, anomenada "Principis de París ". El codi que finalment va sorgir de la conferència va esdevenir la base de la pràctica de catalogació al segle xx. El 1967 aquests conceptes van ser codificats en les Regles de Catalogació Anglo-Americanes, que es van utilitzar en les biblioteques dels Estats Units, Canadà i el Regne Unit.

A Lubetzky se li atribueix el renovat èmfasi en el "treball" en els catàlegs de les biblioteques. Això havia estat una característica dels catàlegs de llibres de principis de segle xix, però no es va dur a terme en el catàleg de targetes. Mentre que Charles Ammi Cutter, una influència de finals de segle xix a la catalogació, no hi havia distingit entre la idea d'un "llibre" i la idea de la "obra" al formular els seus objectius, Lubetzky contrasta les dues idees, tornant a posar en joc l'èmfasi original d'Anthony Panizzi en la relació entre un títol i totes les diferents edicions d'aquest títol que hi pugui haver. La idea de Lubetzky era que les relacions entre totes les edicions i variacions d'una obra determinada i l'autor d'aquesta obra, en totes les variacions de el nom de l'autor, s'han d'establir i reunir-se perquè puguin trobar-se en un sol lloc. Totes les obres d'un autor donat, en totes les seves edicions, han d'estar unides entre si. Com va dir Lubetzky en una conferència a Los Angeles el 1977, "El catàleg en l'era del canvi tecnològic":
El catàleg ha de dir-te més del que demanes .... La resposta d'un bon catàleg no és dir sí o no, sinó ... dir [a l'usuari] que la biblioteca té [l'article] en tantes edicions i traduccions, i vostè té la seva elecció.